# Flakpanzer IV Möbelwagen
Il Sd.Kfz.161/3 (più comunemente chiamato Möbelwagen, per via delle sue pareti abbattibili che lo facevano assomigliare a un camion di trasporto dei mobili) era un semovente antiaereo tedesco prodotto dal 1944 in soli 300 esemplari.
Era costruito sulla base del Panzer IV per rimpiazzare facilmente i pezzi di ricambio.
L'armamento originario era una torretta quadrinata Flakvierling da 20 mm ma successivamente per ragioni di comodità e di gittata massima dell'arma fu scelto un cannoncino da 3,7 cm FlaK 43 L/89 . Il funzionamento di questo carro e la sua gittata erano ottimi ma data la scarsa produzione esso non servì a cambiare le sorti di una guerra già destinata ad essere persa dall'Asse.

## Altre caratteristiche
- scudo: 25mm a 0°
- paratia frontale: 50mm a 9°
- paratie laterali: 30mm a 0°
- paratia posteriore: 20mm a 11°